# Укар (Иркутская область)
Укар — деревня в Нижнеудинском районе Иркутской области России. Входит в состав Атагайского муниципального образования. Находится примерно в 24 км к северо-востоку от районного центра.

## Топонимика
По одной из версий, населённый пункт получил своё название от эвенкийского (баргузинский диалект) укар — журавль. Русские жители Баргузинской долины, контактировавшие с эвенками, называют этим словом также лиственничный столб колодезного журавля.
По другой версии, это название связано с эвенкийским уки — загородка для ловли рыбы, перегораживающая водоёмы. Такой способ ловли рыбы часто встречается у эвенков.

## Население
По данным Всероссийской переписи, в 2010 году в деревне проживало 170 человек (88 мужчин и 82 женщины).
| 2002 | 2010 | 2011 | 2012 |
| ---- | ---- | ---- | ---- |
| 183  | ↘170 | →170 | →170 |